# Edward Martin
Edward Martin, född 18 september 1879 i Greene County, Pennsylvania, död 19 mars 1967 i Washington, Pennsylvania, var en amerikansk republikansk politiker. Han var guvernör i delstaten Pennsylvania 1943–1947. Han representerade sedan Pennsylvania i USA:s senat 1947–1959.
Martin utexaminerades 1901 från Waynesburg College. Han studerade sedan juridik och inledde 1905 sin karriär som advokat i Pennsylvania. Han deltog i spansk-amerikanska kriget samt första och andra världskriget. Han var delstatens finansminister 1929–1933.
Martin efterträdde 1943 Arthur James som guvernör i Pennsylvania. Han vann stort mot sittande senatorn Joseph F. Guffey i senatsvalet 1946. Han avgick som guvernör i januari 1947 för att tillträda som ledamot av USA:s senat och efterträddes av viceguvernören John C. Bell. Martin besegrade demokraten Guy K. Bard i senatsvalet 1952. Han kandiderade inte till en tredje mandatperiod i senaten sex år senare och efterträddes 1959 som senator av Hugh Scott.
Martin var presbyterian och frimurare. Hans grav finns på Green Mount Cemetery i Waynesburg.